# Feminismo cristiano
El feminismo cristiano o cristianismo feminista es un movimiento dentro de la teología feminista que busca aumentar el entendimiento sobre temas de género desde una perspectiva cristiana. Quienes lo proponen argumentan que las contribuciones por parte de las mujeres son necesarias para un completo entendimiento del cristianismo y sostienen que Dios no discrimina en base de características biológicamente determinadas como el sexo y la raza. Principalmente se busca resaltar el papel de la mujer en el contexto religioso, sin embargo, entre algunos sectores algunos de los asuntos que se discuten incluyen la ordenación de mujeres, la dominación masculina en el matrimonio cristiano, el reconocimiento de habilidades espirituales y morales iguales, los derechos reproductivos y la búsqueda de una divinidad femenina o trascendente al género.
El término "igualitarismo cristiano" suele ser preferido por quienes defienden la igualdad de género entre cristianos que no desean asociarse al movimiento feminista.

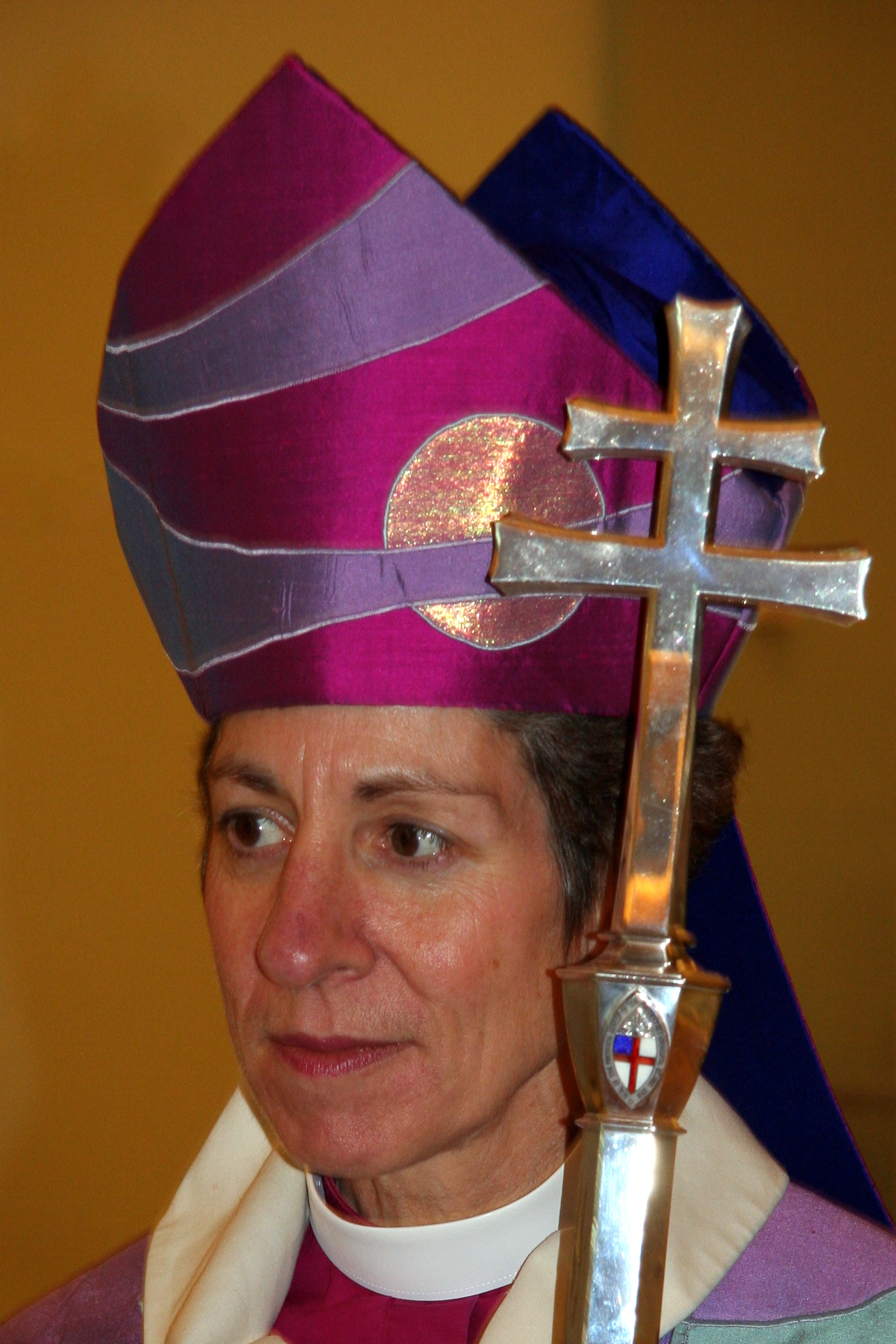
Katharine Jefferts Schories, oceanógrafa y clériga estadounidense de la Iglesia Episcopal en los Estados Unidos de América

## Historia
Algunas feministas cristianas sostienen que el principio de la igualdad de género estaba presente en las enseñanzas de Jesús y en los movimientos cristianos primitivos, pero este es un punto de vista muy debatido. Estas interpretaciones de los orígenes cristianos han sido criticadas por "proyectar anacrónicamente ideales contemporáneos al primer siglo." En la Edad Media Juliana de Norwich y Hildegarda de Bingen exploraron la idea de un poder divino con aspectos tanto masculinos como femeninos. Trabajos feministas de los siglos XV al XVII criticaron objeciones a que las mujeres pudiesen aprender, enseñar o predicar en un contexto religioso. Una de estas protofeministas fue Anne Hutchinson, quien fue expulsada de la colonia puritana de Massachusetts por enseñar sobre la dignidad y los derechos de la mujer.
El clérigo francés Poullain de la Barre en sus obras demuestra que el trato desigual a las mujeres no tiene un fundamento natural, sino que es un prejuicio cultural, y también preconiza que las mujeres reciban una verdadera educación en todas las materias.  A de la Barre se le considera precursor del feminismo. Contemporáneo a este, se encuentra el religioso benedictino español Benito Jerónimo Feijoo, autor del discurso "Defensa de mujeres" (1726), primer tratado del feminismo español. En dicha obra, defiende la igualdad intelectual entre hombre y mujer, cuestiona la opinión de la época sobre la inferioridad de la mujer, defiende su dignidad moral y su derecho a acceder al saber científico y a la alta cultura.
La filósofa y teóloga alemana Edith Stein (conversa al catolicismo a principios del siglo XX), fue una firme defensora de los derechos y la igualdad de las mujeres, pero desde un marco católico convencional y en sus obras enfatizó intensamente el importante rol de la mujer en la sociedad, de hecho ella, fue primera mujer doctora en Filosofía en Alemania, a pesar de los muchos recelos de la época. Desde el punto de vista teológico, Stein advierte que el rol femenino desde la fe es ser instrumentos adecuados en las manos de Dios y actualizar su obra en el puesto en que Él las ha colocado. 
La primera ola del feminismo en el siglo XIX y principios del XX incluyó un mayor interés sobre el lugar de la mujer en la religión. Las mujeres que estaban haciendo campaña por sus derechos comenzaron a cuestionar su inferioridad tanto dentro de la iglesia como en otras esferas justificadas por las enseñanzas de la iglesia. Algunas activistas y feministas cristianas de este período fueron Marie Maugeret, Katharine Bushnell, Catherine Booth, Frances Willard, y Margit Slachta.  También se puede citar a las españolas Pilar Pascual de Sanjuán, Concepción Arenal, María de Echarri y Teresa Luzzatti. Durante el siglo XX destacaron las activistas católicas Dorothy Day y Elizabeth "Betsie"  Hollants.